# Denis Malgin
Denis Albertowitsch Malgin, född 18 januari 1997, är en schweizisk professionell ishockeyforward som spelar för Florida Panthers i National Hockey League (NHL). Han har tidigare spelat på lägre nivåer för ZSC Lions i Nationalliga A (NLA) och GCK Lions i Nationalliga B (NLB).
Malgin draftades i fjärde rundan i 2015 års draft av Florida Panthers som 102:a spelare totalt.

## Statistik
| 2013–2014  | GCK Lions                | NLB        | 38 | 6  | 13 | 19 | 14 | —  | — | — | — | — |
| 2014–2015  | GCK Lions                | NLB        | 24 | 6  | 6  | 12 | 4  | —  | — | — | — | — |
|            | ZSC Lions                | NLA        | 23 | 2  | 6  | 8  | 8  | 18 | 4 | 2 | 6 | 4 |
| 2015–2016  | GCK Lions                | NLB        | 7  | 2  | 3  | 5  | 0  | —  | — | — | — | — |
|            | ZSC Lions                | NLA        | 38 | 5  | 12 | 17 | 12 | 3  | 0 | 0 | 0 | 0 |
| 2016–2017  | Florida Panthers         | NHL        | 47 | 6  | 4  | 10 | 8  | —  | — | — | — | — |
|            | Springfield Thunderbirds | AHL        | 15 | 3  | 9  | 12 | 14 | —  | — | — | — | — |
| NHL totalt | NHL totalt               | NHL totalt | 47 | 6  | 4  | 10 | 8  | —  | — | — | — | — |
| AHL totalt | AHL totalt               | AHL totalt | 15 | 3  | 9  | 12 | 14 | —  | — | — | — | — |
| NLA totalt | NLA totalt               | NLA totalt | 61 | 7  | 18 | 25 | 20 | 21 | 4 | 2 | 6 | 4 |
| NLB totalt | NLB totalt               | NLB totalt | 69 | 14 | 22 | 36 | 18 | —  | — | — | — | — |